# Alfred Läpple

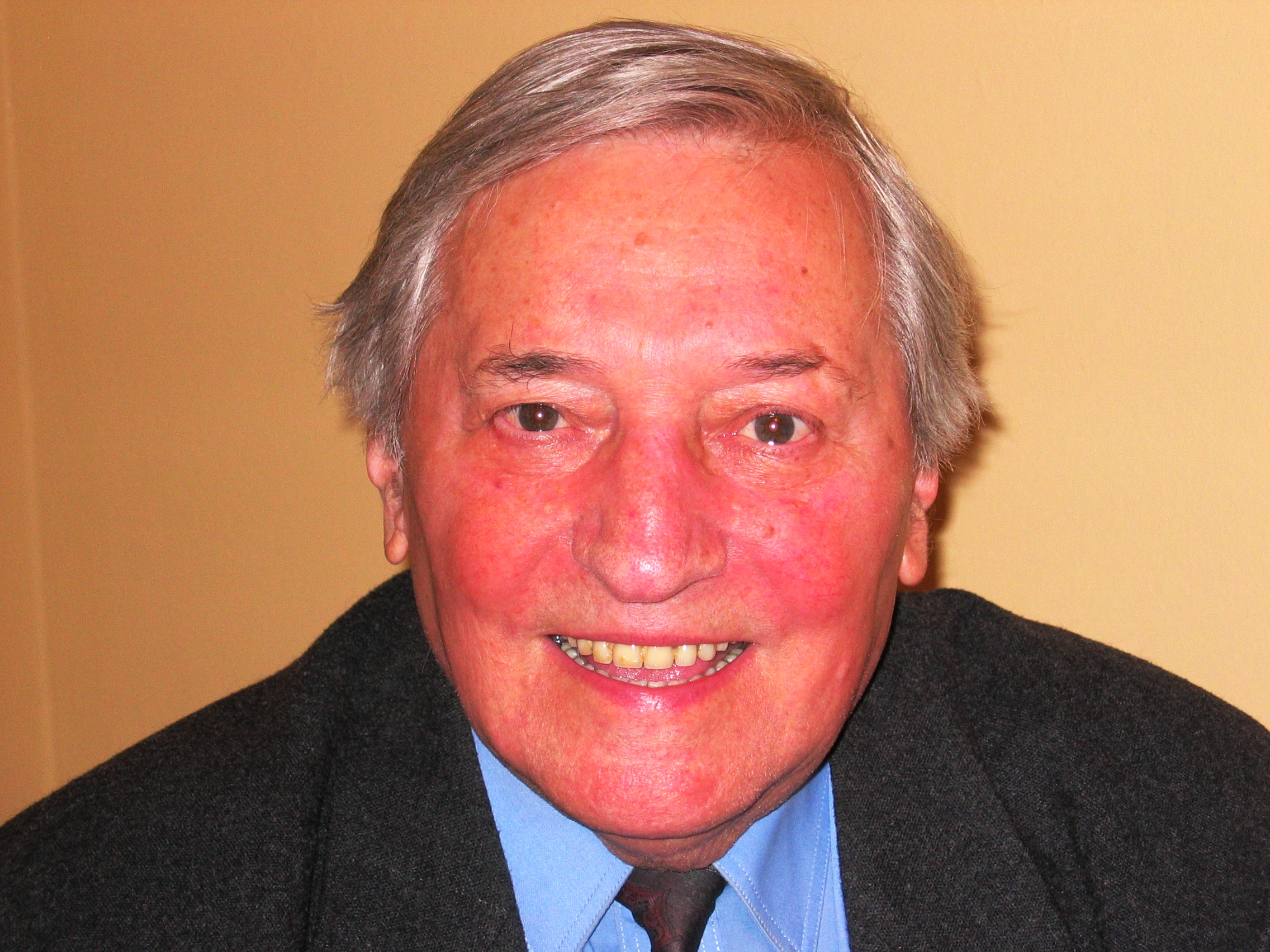
Alfred Läpple (2005)

Alfred Läpple (* 19. Juni 1915 in Tutzing; † 21. Juli 2013 in Gilching) war ein deutscher katholischer Religionspädagoge.

## Leben
Alfred Läpple, Sohn eines protestantischen Vaters und einer katholischen Mutter, erlebte seine Kindheit in Partenkirchen. Er besuchte nach dem frühen Tod seines Vaters das katholische Internat der Barmherzigen Brüder in Algasing östlich von München. Nach seinem Abitur 1936 am Humanistischen Gymnasium in Freising studierte er Philosophie, Pädagogik, Theologie und Kunstgeschichte in den Bischofsstädten Freising, Würzburg, Münster und München. 1938 erzwang die Einberufung zum Reichsarbeitsdienst in Hinterpommern einen Abbruch des Studiums. Er wurde 1939 zum Kriegseinsatz bei der Luftwaffe einberufen, wurde zweimal als Bordschütze über Russland abgeschossen und kam schließlich in amerikanische Kriegsgefangenschaft. 
Nach Rückkehr trat er in das Freisinger Priesterseminar ein und empfing am 29. Juni 1947 die Priesterweihe durch Kardinal Michael von Faulhaber im Freisinger Dom; Zeremoniar bei seiner Heimatprimiz am 6. Juli 1947 in Partenkirchen war der junge Philosophiestudent Joseph Ratzinger.
1948 begann er mit seinem Promotionsstudium bei Theodor Steinbüchel an der Ludwig-Maximilians-Universität München, wo er 1952 mit der Dissertation Der Einzelne in der Kirche. Wesenszüge einer Theologie des Einzelnen nach John Henry Kardinal Newman promoviert wurde. Joseph Ratzinger, sein Schüler im Priesterseminar, las die in Latein verfassten Thesen der Dissertation Korrektur und lernte durch Läpple so die theologische Bedeutung Newmans kennen. Zwischen den beiden Theologen bestand seit dieser Zeit eine lebenslange Freundschaft.
Von 1948 bis 1952 war er als Dozent für praktische Sakramententheologie am Priesterseminar zu Freising tätig. 1952 wechselte er als Religionslehrer an das Max-Planck-Gymnasium München; Joseph Ratzinger wurde sein Nachfolger als Dozent für praktische Sakramententheologie am Freisinger Seminar. 1970 erhielt er einen Ruf an die Erziehungswissenschaftliche Hochschule in Landau (Pfalz). Im November 1972 wurde er auf die Professur für Katechese und Religionspädagogik an der Theologischen Fakultät der Paris-Lodron-Universität Salzburg berufen; er war deren Dekan von 1978 bis 1980. 1981 wurde Läpple emeritiert.

## Wirken
Alfred Läpple ist Mitbegründer der Zeitschrift Religionsunterricht an Höheren Schulen (Patmos, Düsseldorf) und war 18 Jahre lang Schriftleiter dieser Zeitschrift. Zu den zahlreichen, in mehr als acht Sprachen übersetzten Publikationen seines wissenschaftlichen Schaffens gehören nicht nur viele Fach- und Lehrbücher, sondern auch umfassende wissenschaftliche Abhandlungen zum Thema Kirchengeschichte, Exegese und Bibelkatechese. Daneben schrieb er zahlreiche Ratgeber für katholische Christen sowie über christliches Brauchtum.
Auch mit zeitgeschichtlichen Themen befasste sich Läpple. Nach einem Buch über Adolf Hitler publizierte er auch eine Biographie über dessen Schwester Paula Hitler. Anlässlich des Erscheinens des Buches gab er auch der National-Zeitung ein Interview und erklärte darin, wie das Vertragsverhältnis mit Verleger Gert Sudholt zustande gekommen sei. Nachdem er zwanzig Jahre lang Nachforschungen zum Thema angestellt habe, so Läpple, sei es Sudholt gewesen, der ihm erstmals Dokumente aushändigen konnte. In der Juni-Ausgabe 2005 der Reihe „Deutsche Geschichte“, herausgegeben von Sudholt, wird er im Impressum als Mitarbeiter dieser Ausgabe aufgeführt. Im März 2005 hatte Läpple dem rechtsextremen Wochenblatt von DVU-Chef Gerhard Frey ein Interview gegeben. Auch bei der österreichischen Zeitschrift Die Aula erhielt er bereits 2004 Gelegenheit, sein „Psychogramm“ über Adolf Hitler in einem Beitrag zu bewerben.
Alfred Läpple war als Autor oder Herausgeber an mehr als 150 Büchern beteiligt.

## Ehrungen und Auszeichnungen
- 1971 – Ernennung zum Kaplan seiner Heiligkeit durch Papst Paul VI.
- 1981 – Ernennung zum Ehrenprälaten seiner Heiligkeit durch Papst Johannes Paul II.
- 1986 – Bundesverdienstkreuz 1. Klasse des Verdienstordens der Bundesrepublik Deutschland
- Ehrenmitglied der Barmherzigen Brüder, Bayerische Ordensprovinz

## Schriften
- Kirchengeschichte in Dokumenten. Sammlung kirchengeschichtlicher Quellen für Schule und Studium, Patmos-Verlag, Düsseldorf 1958.
- Von der Exegese zur Katechese, 4 Bde., Don-Bosco-Verlag, München 1975/77,
- (Hrsg.): Die Schriftrollen von Qumran. Übersetzung und Kommentar. Mit bisher unveröffentlichten Texten. Pattloch-Verlag, Augsburg 1997, ISBN 3-629-00817-8.
- Die Wunder von Lourdes. Pattloch Verlag, Augsburg 1995, ISBN 3-629-00645-0.
- Kleines Lexikon des christlichen Brauchtums, Pattloch-Verlag, Augsburg 1996, ISBN 3-629-00679-5.
- Adolf Hitler. Psychogramm einer katholischen Kindheit. Christiana-Verlag, Stein am Rhein 2001, ISBN 3-717-11094-2.
- Paula Hitler. Die unbekannte Schwester. Biographie, Druffel & Vowinckel, Stegen am Ammersee 2003, ISBN 978-3-8061-1152-1.
- Benedikt XVI. und seine Wurzeln. Was sein Leben und seinen Glauben prägte. Sankt Ulrich Verlag, Augsburg 2006, ISBN 3-936484-79-1.
- Die geheimen Schriften zur Bibel. Bassermann-Verlag, München 2007, ISBN 3-8094-2091-3
- Die Kernwahrheiten des Glaubens. Ein Kurzkatechismus für den heutigen Christen, Don Bosco Verlag, München 1973, ISBN 3-7698-0190-3